# Holeszów
Holeszów (prononciation [ xɔˈlɛʂuf]) est un village de la gmina de Hanna, du powiat de Włodawa, dans la voïvodie de Lublin, situé dans l'est de la Pologne.
Il se situe à environ 19 kilomètres au nord-ouest de Włodawa (siège du powiat) et 76 kilomètres au nord-est de Lublin (capitale de la voïvodie).
Sa population s'élevait approximativement à 740 habitants en 20076.

## Administration
De 1975 à 1998, le village est attaché administrativement à l'ancienne voïvodie de Biała Podlaska.

Depuis 1999, il fait partie de la nouvelle voïvodie de Lublin.